# Ajuntament de Cluj-Napoca

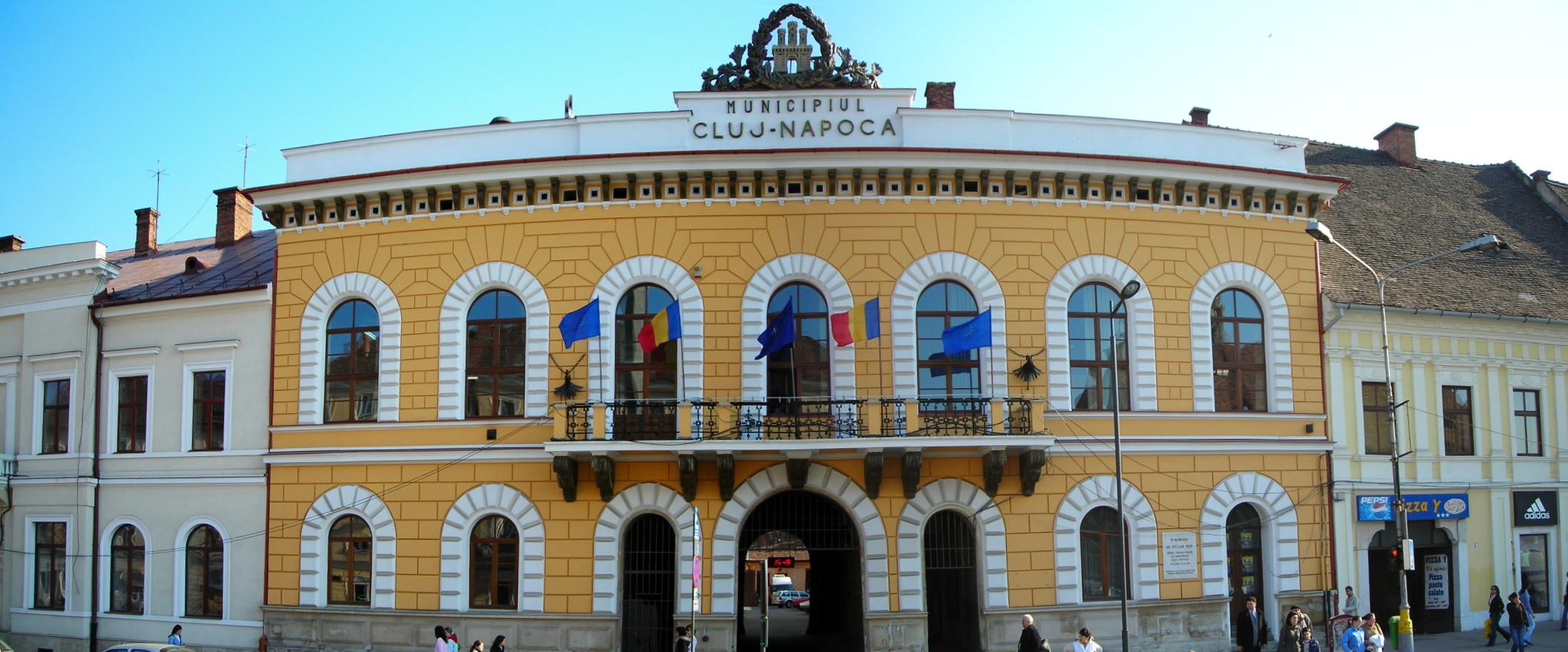
L'antic ajuntament, a la plaça Unirii 1 (1843-46)

L'Ajuntament de Cluj-Napoca, situat al carrer Moților 3, és la seu del govern de Cluj-Napoca (Romania). Fou construït a finals del segle xix segons els plànols de l'arquitecte Ignác Alpár i presenta una façana barroca vienesa amb una torre del rellotge cantonera. A la torre hi havia el segell del comtat de Kolozs, del qual la ciutat era la seu quan era part d'Àustria-Hongria abans de 1918, ja que l'edifici va acollir inicialment la seu del comtat.
L'edifici es va aixecar d'acord amb el pla de desenvolupament de la ciutat de 1798, pel qual cada nou edifici havia de ser aprovat per l'ajuntament. Durant els seus dies com a seu del comtat, l'edifici va servir per múltiples finalitats – com a centre polític, administratiu i fiscal. Paral·lelament, les grans sales van acollir exposicions d'artistes consagrats i joves, i, a partir de principis del segle xx, els balls de la ciutat.
L'edifici està classificat com a monument històric pel Ministeri de Cultura i Patrimoni Nacional de Romania.